# Historic Union Pacific Rail Trail State Park
Der Historic Union Pacific Rail Trail State Park befindet sich im Summit County des US-Bundesstaates Utah. Der State Park verläuft über eine Entfernung von 45 Kilometer auf dem ehemaligen Bahndamm von Park City über Wanship und Coalville bis zum Echo Reservoir, stellenweise auch parallel neben der Interstate 80.
Die Coalville and Echo Railroad begann 1869 mit dem Bau einer Bahnstrecke von Echo zu den Kohleminen bei Coalville. Das Vorhaben kam über die Herstellung des Unterbaues nicht hinaus. 1873 übernahm die 1871 gegründete Summit County Railroad diese Anlagen und erbaute darauf eine Schmalspurbahn mit einer Spurweite von 914 mm (3 Fuß). Nachdem Silbererz in Park City entdeckt wurde, errichtete die Gesellschaft 1881 eine Normalspur-Bahnstrecke in diese Stadt. Zur gleichen Zeit wurde die vorhandene Strecke zwischen Echo und Coalville auf Normalspur umgebaut. Im gleichen Jahr gründete die Union Pacific Railroad die Echo and Park City Railway und übernahm die bereits von der Union Pacific kontrollierte Summit County Railroad.
Über 100 Jahre später legte die Union Pacific Railroad 1989 die Strecke still. Der Historic Union Pacific Rail Trail State Park konnte 1992 als erster Rail Trail in Utah eröffnet werden, der ausschließlich dem unmotorisierten Verkehr vorbehalten ist. Dazu gehören sowohl wandern, Rad fahren und reiten als bei entsprechender Schneelage im Winter auch Ski-Langlauf.
Zuvor wurden sowohl Gleise und Schwellen entfernt als auch historische Zäune am äußeren Rande der Bahndämme und damit des State Parks ergänzt, um die Grenzen zum anliegenden Farmland deutlich zu kennzeichnen. Die Beschaffenheit der Oberfläche ist unterschiedlich. Dabei werden eine Trestle-Brücke, 15 historische Holzbrücken und 100 Durchlasse überquert.
Das Streckenprofil weist ein Gefälle von durchschnittlich 2 Grad auf, mit 2100 m in Park City und 1600 m in Echo Reservoir.
Entlang des State Parks befinden sich unter anderem Weideflächen und Feuchtgebiete, im Silver Creek Canyon können Reiher und Weißkopfseeadler, Elch und Hirsch, sowie Fuchs und Biber beobachtet werden.